# Виборчий округ 160
Виборчий округ 160 — виборчий округ в Сумській області. В сучасному вигляді був утворений 28 квітня 2012 постановою ЦВК №82 (до цього моменту існувала інша система виборчих округів). Окружна виборча комісія цього округу розташовується в будівлі Шосткинської міської ради за адресою м. Шостка, вул. Садовий бульвар, 14.
До складу округу входять міста Конотоп і Шостка, частини Конотопського (територія на північний захід від міста Конотоп), Кролевецького (територія на захід від міста Кролевець) і Шосткинського (територія на південний захід від міста Шостка) районів. Виборчий округ 160 межує з округом 207 на заході, з округом 159 на півночі і на сході, з округом 161 на півдні та з округом 208 на південному заході. Виборчий округ №160 складається з виборчих дільниць під номерами 590179-590180, 590200, 590207-590208, 590275, 590279, 590281, 590285-590286, 590289-590290, 590292-590294, 590675-590678, 590689-590693, 590700-590702, 590752-590756, 590758-590775, 590778-590790 та 590852-590883.

## Народні депутати від округу
| Ім'я                   | Фото | Партія         | Скликання | Дата набуття повноважень | Дата припинення повноважень |
| ---------------------- | ---- | -------------- | --------- | ------------------------ | --------------------------- |
| Молоток Ігор Федорович |      | самовисуванець | 7-ме      | 12 грудня 2012           | 27 листопада 2014           |
| Молоток Ігор Федорович |      | самовисуванець | 8-ме      | 27 листопада 2014        | 29 серпня 2019              |
| Молоток Ігор Федорович |      | самовисуванець | 9-те      | 29 серпня 2019           |                             |

## Результати виборів

### Парламентські

#### 2019
Кандидати-мажоритарники:
- Молоток Ігор Федорович (самовисування)
- Сахнюк Тетяна Володимирівна (Слуга народу)
- Семеніхін Артем Юрійович (самовисування)
- Пилипейко Володимир Юрійович (Опозиційна платформа — За життя)
- Аврамчук Дмитро Васильович (самовисування)
- Пащенко Інна Олексіївна (Самопоміч)
- Коваленко Віктор Володимирович (Батьківщина)
- Чанцева-Коваленко Олена Миколаївна (Європейська Солідарність)
- Обуховська Наталія Анатоліївна (Соціальна справедливість)
- Іванов Сергій В'ячеславович (самовисування)
- Бондаренко Ярослав Володимирович (самовисування)

#### 2014
Кандидати-мажоритарники:
- Молоток Ігор Федорович (самовисування)
- Боршош Іван Семенович (Блок Петра Порошенка)
- Демидко Віталій Олегович (самовисування)
- Громов Сергій Олександрович (самовисування)
- Тицький Богдан Вікторович (Радикальна партія)
- Ляшенко Віктор Михайлович (Комуністична партія України)
- Обод Юрій Андрійович (самовисування)

#### 2012
Кандидати-мажоритарники:
- Молоток Ігор Федорович (самовисування)
- Нога Микола Петрович (Партія регіонів)
- Талала Сергій Миколайович (самовисування)
- Рябченко Олег Миколайович (УДАР)
- Гінзбург Ольга Петрівна (Комуністична партія України)
- Нога Микола Олександрович (самовисування)
- Демидко Віталій Олегович (Народна партія)
- Балабан Наталія Володимирівна (самовисування)
- Яровий Андрій Михайлович (Україна — Вперед!)
- Ходькова Аліна Миколаївна (Соціалістична партія України)
- Білоус Інна Василівна (самовисування)
- Стриженко Микола Миколайович (самовисування)
- Ружина Анастасія Олегівна (самовисування)
- Благодир Андрій Валерійович (самовисування)
- Білоус Василь Васильович (самовисування)
- Портянко Максим Андрійович (самовисування)
- Петько Сергій Валентинович (самовисування)

## Явка
Явка виборців на окрузі: